# Anatol Petrencu
Anatol Petrencu (n. 22 mai, 1954 la Căușeni, Republica Moldova) este un politician și om de știință din Republica Moldova. În anii 1990-1992 a fost decan al Facultății de Istorie a Universității de Stat din Moldova, iar între 1998 și 2006 a fost președinte al Asociației Istoricilor din Republica Moldova. Între 2006 și 2010 a fost președintele partidului Mișcarea Acțiunea Europeană. Din octombrie 2010 este directorul Institutului de Istorie Socială „ProMemoria”. Vicepreședintele Partidului Liberal.

## Date biografice
Anatol Petrencu, doctor habilitat în științe istorice, profesor universitar, s-a născut pe 22 mai 1954 la Căușeni, Republica Moldova. Este licențiat al Facultății de Istorie a Universității de Stat din Moldova. Și-a început cariera în calitate de asistent universitar la Catedra de Istorie Universală, unde activează până în prezent. A făcut studii de doctorat la Institutul de Cercetări  Internaționale  Economice și Politice al Academiei de Științe a Federației Ruse. În 1986 a susținut teza de doctorat cu tema „Relațiile româno-italiene în anii 70 - prima jumătate a anilor 80”, iar în 1998 devine doctor habilitat în științe istorice cu lucrarea „Politica României privind Basarabia, 1940-1944”.
În anii 1990-1992 a fost decan al Facultății de Istorie a USM, iar  între 1998 -2006 a fost președinte al Asociației Istoricilor din Republica Moldova. Între 2006 și 2010 a fost președintele partidului Mișcarea Acțiunea Europeană. În 2010 a făcut parte din Comisia pentru studierea și aprecierea regimului comunist totalitar din Republica Moldova. Din octombrie 2010 este directorul Institutului de Istorie Socială „ProMemoria”.
În martie 2011 Partidul Mișcarea Acțiunea Europeană a fuzionat cu Partidul Liberal. Actualmente, Anatol Petrencu este vicepreședintele Partidului Liberal.

## Publicații

### Monografii
- Învățământul istoric în România (1948-1989), Chișinău, Editura Știința, 1991, 112 p.
- Relațiile româno-italiene: de la confruntare la colaborare. 1945-1985, Chișinău, Editura Universitas, 1993, 216 p.
- Basarabia în al Doilea Război Mondial: 1940-1944, Chișinău, Editura Luceum, 1997, 346 p.
- România și Basarabia în anii celui de-al Doilea Război Mondial, Chișinău, Editura Epigraf, 1999, 176 p.
- Polonezii în anii celui de-al Doilea Război Mondial. Istoria politică, Chișinău, Editura Cartdidact, 2005, 246 p.; ediția a II-a, anastatică, Iași, Editura Tipo Moldova, 2010.
- Basarabia în timpul celui de-al Doilea Război Mondial: 1939-1945, Chișinău, Editura Prut Internațional, 2006, 224 p.; ediția a II-a, anastatică, Iași, Editura Tipo Moldova, 2010.
- Varșovia văzută de un istoric basarabean, Chișinău, Editura Cartdidact, 2006, 144 p.

### Culegeri de articole
- În serviciul zeiței Clio, Chișinău, Firma editorial-poligrafică Tipografia Centrală, 2001, 816 p.
- Istoria contemporană: studii, materiale, atitudini, Chișinău, Editura Cartdidact, 2011, 580 p.

### Culegeri de documente
- Crestomație la Istoria românilor. 1917-1992 (în colaborare), Chișinău, Editura Universitas, 1993, 295 p.
- În apărarea istoriei și demnității naționale. Culegere de documente (în colaborare), Chișinău, Editura Cartdidact, 2003, 96 p.
- Polonezii în anii celui de-al Doilea Război Mondial. Culegere de documente, Chișinău, Editura Cartdidact, 2004, 240 p.; ediția a II-a, anastatică, Iași, Editura Tipo Moldova, 2010.
- Mareșalul Ion Antonescu și Basarabia. 1941-1944. Culegere de documente  (în colaborare),  Iași, Casa Editorială Demiurg, 2008, 350 p.

### Manuale universitare
- Istoria universală. Epoca contemporană, 1939-1993 (Europa, SUA, Canada), prelegeri, Chișinău, Editura Știința, 1995, 272 p.
- Istoria universală. Epoca contemporană, 1939-1995 (Europa, SUA, Canada), prelegeri, ediția a II-a completată, Chișinău, Editura Muzeum, 1995, 346 p.
- Istoria universală. Epoca contemporană, 1939-1996 (Europa, SUA, Canada), prelegeri, ediția a III-a completată, Chișinău, Editura Muzeum, 1995, 346 p.; ediția a IV-a, anastatică, Iași, Editura Tipo Moldova, 2010.